# Peripleura
Peripleura es un género de plantas con flores perteneciente a la familia  Asteraceae. Comprende 9 especies descritas y solo 5 aceptadas.

## Taxonomía
El género fue descrito por (N.T.Burb.) G.L.Nesom y publicado en Phytologia 76(2): 131. 1994.

## Especies seleccionadas
A continuación se brinda un listado de las especies del género Peripleura aceptadas hasta junio de 2012, ordenadas alfabéticamente. Para cada una se indica el nombre binomial seguido del autor, abreviado según las convenciones y usos.
- Peripleura bicolor (N.T.Burb.) G.L.Nesom
- Peripleura diffusa (N.T.Burb.) G.L.Nesom
- Peripleura hispidula (F.Muell. ex A.Gray) G.L.Nesom
- Peripleura scabra (DC.) G.L.Nesom
- Peripleura sericea (N.T.Burb.) G.L.Nesom